# Mudon
Mudon (mon: မိုဟ်ပ္ဍုၚ်; birmano: မုဒုံမြို့) es una localidad del Estado Mon de Birmania, capital del municipio homónimo en el distrito de Mawlamyaing.
En 2014 tenía una población de 52 514 habitantes, algo más de la cuarta parte de la población municipal.
El topónimo deriva de la palabra mon "Mudeung", que viene a significar "montaña salada", ya que en sus alrededores hay paisajes de caliza que forman parte de la sierra de Dawna. La localidad es conocida por albergar en su periferia septentrional una estatua de Buda reclinado de 180 metros de longitud.
Se ubica unos 20 km al sur de la capital estatal Mawlamyaing, sobre la carretera 8 que lleva a Myeik.